# Allemands en Tchéquie
Les Allemands en Tchéquie forment une minorité nationale. Ils résident en Bohême, en Moravie et Silésie tchèque. Il y a environ 14 000 allemands dans le pays. Ils sont les descendants des Allemands des Sudètes qui ont décidé de rester en Tchécoslovaquie, et ce malgré les décrets Beneš ou en vertu des exceptions qu'ils garantissaient. Pourtant, ni le gouvernement tchèque ni la majorité de ces Allemands ne se sentent comme des Allemands des Sudètes. Après la Seconde Guerre mondiale, les Allemands tchèques, devenus fortement minoritaires, ont été obligés de s'adapter à la société tchèque et beaucoup de membres de ce groupe, surtout la jeune génération, sont aujourd'hui complètement « assimilés ».
Les Allemands qui sont restés en Tchécoslovaquie après 1945 étaient tous issus de familles qui n'étaient pas défavorablement connues pour avoir soutenues le régime nazi. Certaines familles étaient connues pour avoir des valeurs socialistes ou communistes, ou parler, en plus de l'allemand, le tchèque ou le slovaque. Entre 1945 et 1947, entre 20 000 et 50 000 Allemands des Sudètes furent tués en Tchécoslovaquie, quand les Allemands des Sudètes furent chassés, à la suites de la libération du pays, en Mai 1945. 

## Journaux allemands en Tchéquie
- Landeszeitung der Deutschen in Böhmen, Mähren und Schlesien
- Prager Zeitung